# San Ġwann
San Ġwann (engelska: Saint John)  är en ort och kommun i republiken Malta. Den ligger på ön Malta i den centrala delen av landet, 4 kilometer väster om huvudstaden Valletta. 